# Рикса фон Берг
Рикса (Рихенза) фон Берг (нем. Rixa (Richinza) von Berg, чеш. Richenza z Bergu; ок. 1095 — 27 сентября 1125) — чешская княгиня, жена чешского князя Владислава I. Она была дочерью Генриха I, графа фон Берг-Шелкинген, и его жены Адельгейды фон Мохенталь. 

## Биография
Рикса происходила из швабского рода графов фон Берг-Шелкинген. Она была второй из трёх дочерей графа Генриха I. Её старшая сестра, Саломея, вышла замуж за польского князя Болеслава III Кривоустого, а младшая, Софья — за оломоуцкого князя Оту (Оттона) II Чёрного. Сама Рикса была выдана замуж за князя Чехии Владислава I.
Когда в 1125 году Владислав I серьёзно заболел, то встал вопрос о престолонаследии. Князем Чехии должен был стать старший в роде Пржемысловичей. Главным претендентом был младший брат Владислава — Собеслав, однако он был в ссоре с Владиславом находился в изгнании. Поэтому Владислав утвердил своим преемником своего соратника, Оту II Чёрного. Рикса, сестра которой была замужем за Отой, поддержала выбор мужа. Однако с подобным не был согласен Собеслав, который вернулся в Чехию. Там Сватава, мать Владислава и Собеслава, желавшая закрепить престол за своим младшим сыном, помирила братьев. В итоге Владислав признал своим наследником Собеслава.
Владислав I умер 12 апреля 1125 года. Рикса после смерти мужа решила вернуться родину, где хотела постричься монахиней в монастырь Цвайфелтен, однако по дороге умерла 27 сентября. Её похоронили в монастыре Райхенау.

## Брак и дети
Муж: с ок. 1110 Владислав I (ок. 1070 — 12 апреля 1125), князь Чехии в 1109—1117 и в 1120—1125. Дети:
- Владислав II (ок. 1110 — 18 января 1174), князь Чехии 1140—1158, король Чехии 1158—1173
- Депольт I (ум. 14/15 августа 1167), князь Моравии в Йемнице, родоначальник династии Депольтичей
- Генрих (Йиндржих) (ум. после 1169)
- Сватава Чешская (Лиутгарда) (ум. 19 февраля после 1126); муж: Фридрих IV фон Диссен (ум. 11 апреля 1148), фогт Регенсбурга